# 印欧語学
インド・ヨーロッパ語学、印欧語学（いんおうごがく）とは言語学の一部で、インド・ヨーロッパ語族に属する言語を研究する学問。
文献として残っている（もしくは現在用いられている）各言語の音韻・文法的比較（比較言語学）や、それに基づく印欧祖語など死語となった言語の再建を含む。また印欧祖語話者（“原印欧民族”）の社会・宗教などに関する研究も派生している。